# Sinningia eumorpha
Sinningia eumorpha là một loài thực vật có hoa trong họ Tai voi. Loài này được H.E. Moore miêu tả khoa học đầu tiên năm 1954.

## Hình ảnh

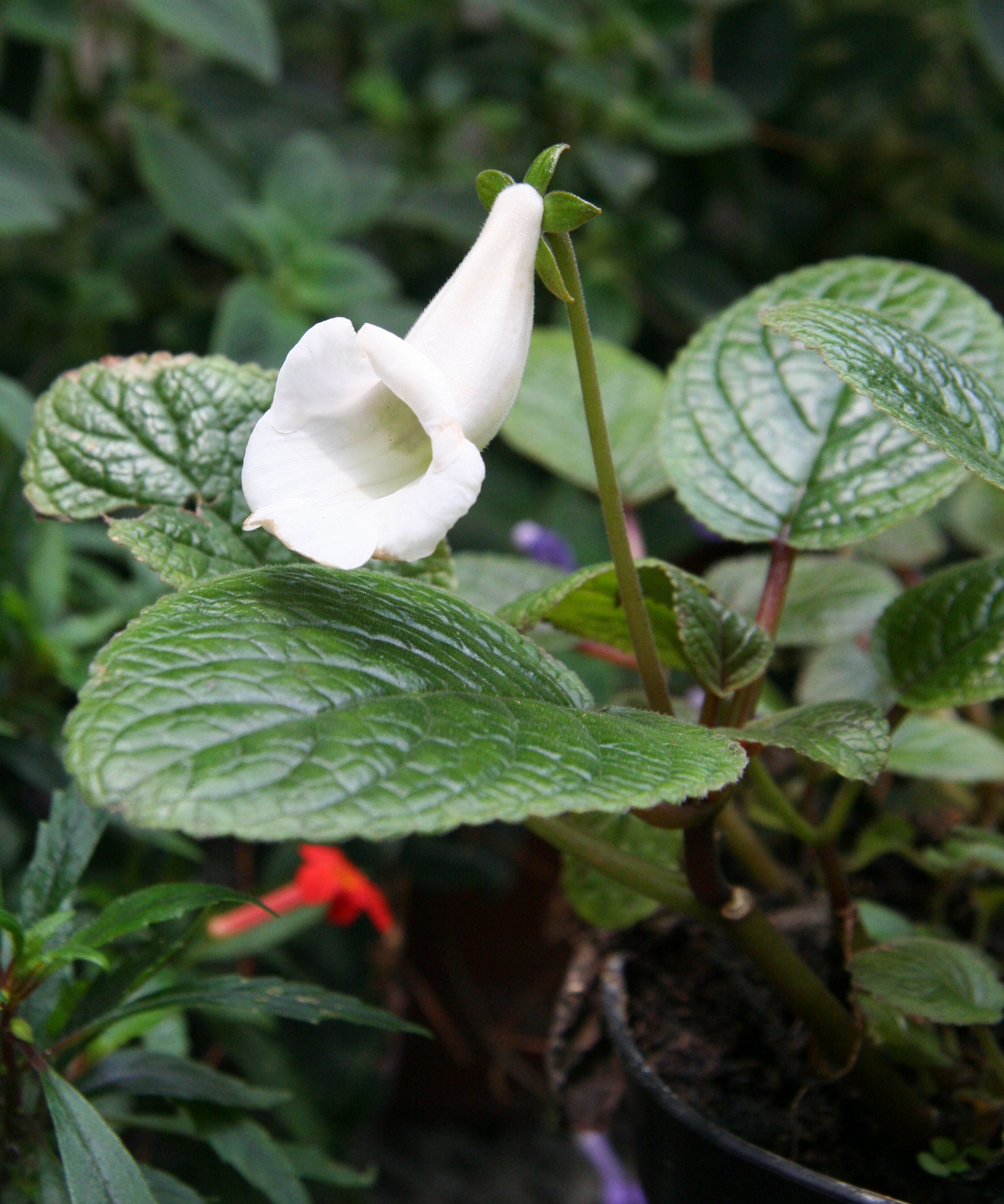